# Denizli Atatürkstadion
Het Denizli Atatürkstadion (Turks: Denizli Atatürk Stadyumu) is de thuisbasis van de Turkse voetbalclub Denizlispor. Zoals vele (voetbal)stadions in Turkije, is ook dit stadion vernoemd naar de grondlegger van het moderne Turkije: Mustafa Kemal Atatürk. Het stadion is gebouwd in 1950 en heeft een capaciteit van 18.745 plaatsen.